# Người Nhện (phim 2002)
Người Nhện là một bộ phim siêu anh hùng năm 2002 của Mỹ, là phim đầu tiên trong loạt phim Người Nhện dựa trên các nhân vật hư cấu Người Nhện của Marvel Comics. Phim được đạo diễn bởi Sam Raimi và kịch bản viết bởi David Koepp. Nhân vật chính Người Nhện là Peter Parker do Tobey Maguire thủ vai, Peter Parker là một học sinh trung học đã chuyển thành người chống lại tội phạm sau khi phát triển các khả năng như nhện, cùng với Willem Dafoe trong vai Norman Osborn (Green Goblin), Kirsten Dunst trong vai người yêu của Peter Mary-Jane Watson, và James Franco trong vai người bạn tốt nhất của ông Harry Osborn.
Bộ phim đã được cấp phép cho một bản phát hành trên toàn thế giới bởi Sony Pictures Entertainment vào năm 1999 sau khi mua lại theo hợp đồng tùy chọn từ MGM trên tất cả các kịch bản trước đây được phát triển bởi Cannon Films, Carolco và New Cannon.

## Nội dung
Trong một chuyến đi của trường, Peter Parker, 1 học sinh trung học phổ thông đến thăm phòng thí nghiệm di truyền của Đại học Columbia cùng với cậu bạn thân Harry Osborn chăm chăm để ý đến cô bạn cùng lớp, Mary Jane Watson. Tại đây, Peter bị một "siêu nhện" biến đổi gen và đổ bệnh sau khi trở về nhà. Trong khi đó, người cha của Harry, nhà khoa học  Osborn, chủ sở hữu của Oscorp, cố gắng đảm bảo cam kết một hợp đồng quân sự quan trọng. Norman tự thí nghiệm một loại hóa chất tăng cường hiệu suất không ổn định lên chính mình, và phát điên, giết chết viên trợ lý. Norman trong cơn điên cuồng đã phá đám một cuộc thử nghiệm quân sự của đối thủ công ty của Oscorp là Quest Aerospace và giết chết một số người.
Ngày hôm sau, Peter phát hiện ra mình không còn bị cận và đã phát triển khả năng giống như người nhện. Anh cũng có thể bắn tơ nhện từ cổ tay của mình và có phản xạ nhanh, tốc độ và sức mạnh siêu phàm, và khả năng cảm nhận nguy hiểm cao. Bỏ qua lời khuyên của bác Ben rằng "sức mạnh càng lớn thì trách nhiệm càng cao", Peter cân nhắc việc gây ấn tượng với Mary Jane bằng một chiếc xe hơi. Anh tham gia một giải đấu vật nghiệp dư ngầm để giành được số tiền và chiến thắng nhanh chóng. Nhưng ban tổ chức đã gian lận số tiền thưởng. Khi một tên trộm cướp văn phòng, Peter cho phép hắn ta trốn thoát để trả đũa. Một lúc sau, anh phát hiện ra bác Ben đã bị cướp xe và giết hại. Peter truy đuổi tên cướp xe, và nhận ra đó là tên trộm mà anh đã để trốn thoát. Kẻ cướp xe bỏ chạy nhưng ngã rơi ra cửa sổ và bỏ mạng. Peter ôm nỗi đau mất đi người bác và tiếp tục học hết phổ thông; cậu cũng từ bỏ việc lấy le với cô bạn Mary Jane vì lúc này Mary bắt đầu hẹn hò với Harry.
Sau khi tốt nghiệp, Peter bắt đầu sử dụng khả năng của mình để chống lại sự bất công, mặc trang phục vải thun và hành hiệp theo phong cách của Người Nhện. J. Jonah Jameson, nhà xuất bản của tờ Daily Bugle, thuê Peter làm nhiếp ảnh gia tự do, vì anh là người duy nhất cung cấp những hình ảnh rõ nét về Người Nhện. Trong khi đó, Norman biết hội đồng quản trị của Oscorp có kế hoạch ép buộc ông từ chức để bán công ty cho Quest, nên đã ám sát họ. Jameson đặt biệt danh cho kẻ giết người bí ẩn là Yêu tinh Xanh (Green Goblin). Yêu tinh Xanh đề nghị Người Nhện hợp tác với mình, nhưng Peter từ chối, 2 bên xô xát và Peter bị thương. Trong bữa ăn Lễ Tạ ơn, dì May mời Harry và Norman, Harry dẫn theo Mary Jane ra mắt cha mình, nhưng ông ta vốn không ưa Mary Jane nên đã lén nói xấu cô ngoài cửa. Trong bữa tối, Norman nhìn thấy vết thương và nhận ra danh tính của Peter. Norman sau đó tấn công đe dọa dì May và khiến bà phải nhập viện trong tình trạng hoảng loạn.
Harry khi đến bệnh viện thăm dì May, đã nhìn thấy Mary Jane nắm tay an ủi Peter và cho rằng cô ấy có tình cảm với Peter. Quá đau khổ, Harry bộc bạch với cha mình rằng Peter yêu Mary Jane, vô tình làm lộ ra điểm yếu lớn nhất của Người Nhện. Norman lên kế hoạch bắt giwx Mary Jane và một chiếc xe điện Roosevelt Island Tram chở đầy trẻ em làm con tin dọc theo Cầu Queensboro. Hắn ta buộc Peter phải chọn người mà anh ta muốn cứu và đánh rơi cả hai. Peter cứu cả Mary Jane và chiếc xe điện. Norman sau đó ném Peter vào một tòa nhà bỏ hoang và đánh Peter tàn nhẫn. Nhưng kinh nghiệm thực chiến của Peter dày dạn hơn nên đã bật lại và áp đảo ông ta bằng bức tường gạch ngay trong ngôi nhà hoang. Bị ăn đòn tơi tả, Norman đầu hàng và tiết lộ danh tính của mình để cầu xin sự tha thứ từ Peter. Ông ta thao túng tâm lý muốn Peter nhận ông làm cha nuôi, trong khi giấu một tay điều khiển tàu lượn để đâm lén Peter từ phía sau. Peter từ chối, cho rằng anh đã coi người bác quá cố (Ben Parker) là cha, rồi nhanh chóng tránh được ván bay và thay vào đó, tàu lượn đâm vào Norman. Norman lúc hấp hối, bảo Peter không được tiết lộ danh tính Goblin của mình cho Harry trước khi chết. Peter đưa xác của Norman trở lại nhà Osborn, nhưng vô tình Harry nhìn thấy rồi hiểu lầm.
Tại đám tang của Norman, Harry thề sẽ trả thù Người Nhện, người mà anh cho là sẽ phải chịu trách nhiệm về cái chết của cha mình. Mary Jane thú nhận với Peter rằng cô ấy yêu anh. Tuy nhiên, Peter cảm thấy mình phải bảo vệ cô khỏi sự chú ý không mong muốn của kẻ thù nên anh đã che giấu cảm xúc thật của mình và nói với Mary Jane rằng họ chỉ có thể là bạn. Khi Peter rời đi, anh nhớ lại những lời dặn của bác Ben và chấp nhận trách nhiệm mới của mình với tư cách là Người Nhện.

## Diễn viên
- Tobey Maguire trong vai Peter Parker / Người Nhện: Một học sinh trung học năng khiếu về mặt học tập nhưng không hòa nhập được với xã hội. Sau khi một con nhện biến đổi gen cắn, cậu có được sức mạnh giống như nhện, bao gồm siêu sức mạnh, phản xạ tăng cường, "giác quan nhện" cảnh báo anh ta về nguy hiểm sắp đến và khả năng leo tường và bắn mạng nhện (khi rời khỏi truyện tranh, nơi anh ấy sử dụng máy bắn tơ). Sau một bi kịch cá nhân, cậu quyết định sử dụng sức mạnh mới có của mình cho mục đích tốt, và bắt đầu chiến đấu với tội phạm và sự bất công với tư cách là Người Nhện.
- Willem Dafoe trong vai Norman Osborn / Green Goblin: Một nhà khoa học và Giám đốc điều hành của Oscorp, người thử nghiệm một chất tăng cường sức mạnh không ổn định trên bản thân và phát triển một nhân cách thay thế điên cuồng. Sau đó ông ta trở thành một nhân vật phản diện bằng cách sử dụng áo giáp và thiết bị tiên tiến của Oscorp, chẳng hạn như một tàu lượn trang bị vũ khí và quả bom hình quả bí ngô; phương tiện truyền thông gọi cái tôi thay thế của anh ta là "Green Goblin". Norman phát triển lòng thù hận với Người Nhện sau khi người anh hùng từ chối tham gia cùng hắn ta và cố gắng liên tục để quay lại với anh ta. Trớ trêu thay, ông ta nhanh chóng có cảm tình với Peter, và coi mình như một người cha của cậu bé, trong khi phớt lờ con trai của mình, Harry. Dafoe tái hiện vai diễn này một lần nữa trong bộ phim Vũ trụ Điện ảnh Marvel Spider-Man: No Way Home (2021).
- Kirsten Dunst trong vai Mary Jane "MJ" Watson:  Tình yêu của Peter kể từ khi cậu chỉ sáu tuổi. MJ có một người cha bạo hành, và khao khát trở thành một diễn viên, nhưng lại nhận được công việc phục vụ bàn tại một quán ăn nhỏ, một sự thật mà cô giấu kín với bạn trai Harry. Sau đó, cô nảy sinh tình cảm với Peter khi họ dành nhiều thời gian hơn cho nhau, và cho nhân cách khác của anh ấy, sau khi anh ấy cứu cô nhiều lần.
- James Franco trong vai Harry Osborn: Bạn thân nhất của Peter, bạn trai của Mary Jane và con trai của Norman, người ghen tị với sự gần gũi rõ ràng của cha mình với Peter. Trước khi được chọn vào vai Harry, Franco đã tự mình thử sức với Người Nhện.
- Cliff Robertson trong vai Ben Parker: Chồng của May Parker và chú của Peter, một thợ điện bị sa thải đang cố gắng tìm một công việc mới. Anh ta bị giết bởi một tên cướp xe mà Peter không chịu dừng lại, và để lại cho Peter thông điệp, "Với sức mạnh to lớn, trách nhiệm lớn lao."
- Rosemary Harris trong vai May Parker:  Vợ của Ben Parker và dì của Peter.